# Opharus consimilis
Opharus consimilis là một loài bướm đêm thuộc phân họ Arctiinae, họ Erebidae.